# Klåsarö
Klåsarö (klå:-), by i Pyttis kommun Södra Finlands län, fi.: Loosari.
Jordebokshemmanen i byn är två, nämligen:
1. Bondas
2. Eliases